# Johan Hultin
Johan Viking Hultin, född 7 oktober 1924 i Stockholm, död 22 januari 2022 i Walnut Creek, Kalifornien, var en svensk-amerikansk patolog. Han gjorde sin viktigaste vetenskapliga insats 1997 när han lyckades hämta infekterad lungvävnad från ett offer för spanska sjukan 1918. Hultin var sedan 1949 bosatt i USA.
Johan Hultin föddes 1924 i Stockholm och växte upp där och i Djursholm. Hans föräldrar Eivor (född Jeansson) och Viking Hultin skilde sig när han var i tioårsåldern och modern gifte 1938 om sig med en professor vid Karolinska Institutet, Carl Næslund. Denne kom att få ett avgörande inflytande på Hultins liv och yrkesbana.
Som ung forskare besökte han 1951 orten Brevig Mission på Sewardhalvön i Alaska, där 72 invånare hade dött i spanska sjukan 1918 och var begravda i märkta massgravar i permafrosten. Han fick tillstånd att öppna en av gravarna för att ta vävnadsprover från ett av offren, så att H1N1-viruset skulle kunna studeras. Vid hemkomsten till University of Iowa visade det sig dock inte möjligt att isolera viruset från proverna.
Hultin gjorde ett nytt försök 1997 på samma plats; denna gång med framgång. Trots att han hade gått i pension 1988 fortsatte han att följa forskningens senaste framsteg. En vetenskaplig artikel av Taubenberger et al. (1997) fångade hans intresse så till den grad att han kontaktade virusforskaren Jeffery Taubenberger och bestämde sig för att återvända till Brevig Mission.